# Sciobia appunctatus
Sciobia appunctatus är en insektsart som beskrevs av Bolívar, I. 1912. Sciobia appunctatus ingår i släktet Sciobia och familjen syrsor. Inga underarter finns listade i Catalogue of Life.